# Zyklon Lili
Zyklon Lili war ein tropischer Wirbelsturm der australischen Zyklonsaison 2018–2019. 

## Verlauf

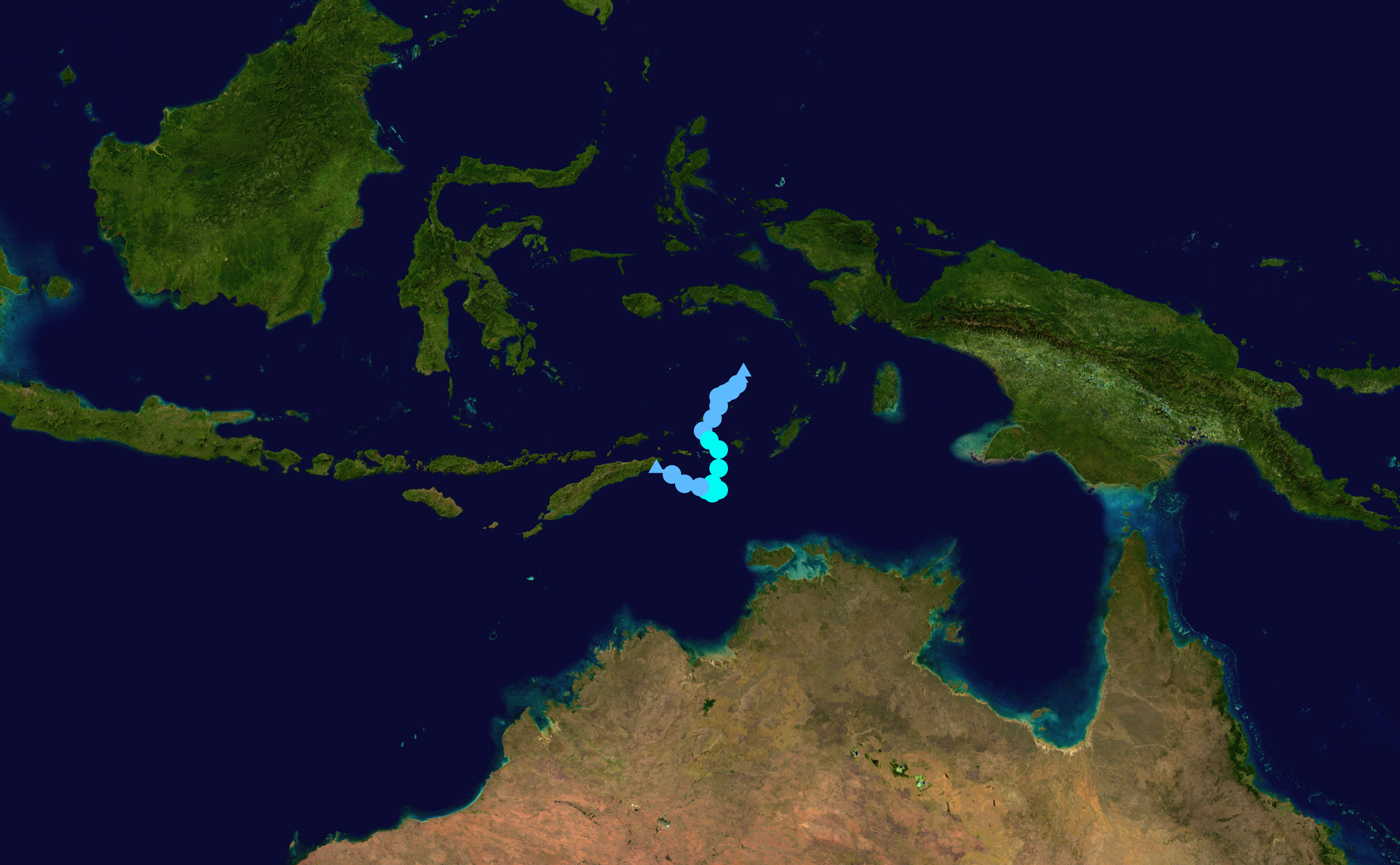
Wanderung des Zyklons

Der Zyklon bildete sich am 4. Mai 2019 über der Bandasee im östlichen Indonesien. Er verursachte Fluten, Erdrutsche und andere Schäden auf den südwestlichen Molukken und im Osten von Osttimor.
In den Dörfern Laitutun (Insel Leti), Tounwawan (Insel Moa) und Ostluang (Luang Timur, Insel Luang) gab es Überschwemmungen von bis zu 1,5 Meter Höhe. Mehrere Häuser und öffentliche Einrichtungen wurden beschädigt.
Obwohl Lili nicht mehr die Stärke eines Zyklons hatte, verursachte sie am 11. Mai in Osttimor zahlreiche Schäden. In Laga führte das Hochwasser in einem Fluss zu Beschädigungen der wichtigen Küstenstraße, was die Durchfahrt nun behindert. Die Zufahrt zu einer Brücke über den Irebere, an der Grenze zwischen den Gemeinden Lautém und Viqueque wurde zerstört, so dass die Verbindung vollkommen unterbrochen wurde. Eine zweite Brücke in Uma Boco wurde noch schwerer beschädigt. Die Straße von Lautéms Hauptort Lospalos in Richtung Landeshauptstadt Dili wurde durch Schlamm und Regen schwer passierbar, insbesondere für die landesüblichen Busse. In einem Bereich nahe Lospalos wurde die Hauptstraße komplett überflutet. Einwohner von Fuiloro berichteten von starkem Wind und schweren Regenfällen. Fluten bedrohten eine lokale Brücke. Zwischen Viqueque und Beaco blieb ein Lastwagen in den Fluten eines Flusses stecken, nachdem dieser durch den Sturm angeschwollen war.
Auswirkungen von Lili waren auch in anderen Teilen Ostindonesiens und bis in das westaustralische Kimberley zu spüren.